# Luigné
Luigné (prononcer [lyi.ɲe]) est une ancienne commune française située dans le département de Maine-et-Loire, en région Pays de la Loire, devenue le 15 décembre 2016 une commune déléguée au sein de la commune nouvelle de Brissac Loire Aubance.

## Géographie

### Localisation
Commune angevine du Saumurois, Luigné se situe au sud de Saulgé-l'Hôpital, sur la route D 176, dans l'ouest de la France.

### Aux alentours
Les communes les plus proches, à vol d'oiseau, sont Saulgé-l'Hôpital (2 km), Noyant-la-Plaine (3 km), Les Alleuds (4 km), Ambillou-Château (4 km), Brigné (5 km), Notre-Dame-d'Allençon (5 km), Chavagnes (5 km), Louerre (5 km), Grézillé (6 km) et Martigné-Briand (6 km).
Luigné est situé à 24 km de Saumur, à 25 km d'Angers, à 87 km de Nantes et à 268 km de Paris.

#### Communes limitrophes
| Les Alleuds | Saulgé-l'Hôpital | Saulgé-l'Hôpital |
| Chavagnes   | Luigné           | Noyant-la-Plaine |
| Chavagnes   | Martigné-Briand  | Brigné           |

### Géologie et relief
L'altitude varie de 56 à 82 mètres. Sa superficie est de 9,58 km2, soit 958 hectares.

### Hydrographie
En son sein, se trouve la source de saint Avertin découverte par celui-ci.

### Climat
Son climat est tempéré, de type océanique. Le climat angevin est particulièrement doux, du fait de sa situation entre les influences océaniques et continentales. Généralement les hivers sont pluvieux, les gelées rares et les étés ensoleillés.

## Toponymie
Lugniacum en 1186 et Luigniacum en 1221. Luigne et Luignieio en 1239.

## Histoire

### Moyen Âge
Au XIIe siècle, Avertin de Tours vient à Luigné depuis l'Écosse. La paroisse de Luigné est fondée en 1186 par Raoul de Beaumont, évêque d'Angers, après la demande du chevalier Guérin de Luigné qui possède sur ses terres une église qu'il avait construit. L'ancienne paroisse de Tarençay, qui correspondait aux deux paroisses de Luigné et Saulgé, est démembrée. L'ancienne voie romaine est choisie comme délimitation aux deux paroisses.

### Les Templiers et les Hospitaliers
La commanderie de Saulgé dépendit de Luigné. La chapelle de la Commanderie de Saulgé (classé MH en 1969), datant du XIIe siècle, a été restaurée en 1862. Elle a été construite par les Templiers. À l'intérieur, on trouve des sculptures représentant le tétramorphe. Lors de le dévolution des biens de l'ordre du Temple la commanderie est occupée par les Hospitaliers de l'ordre de Saint-Jean de Jérusalem. Une chapelle datant de la seconde moitié du XIIe siècle y est présente.

### Renaissance
Vers le début du XVIe siècle, un château est construit par la famille Aménard, seigneurs de Chanzé et de Luigné. Le château se compose alors de trois tours formant alors un triangle.
Luigné s’élève au rang de baronnie en 1560, quand Brissac devient un comté sous Charles de Cossé, alors devenu propriétaire des terres de Luigné à la suite de la vente par Mathurin de Montalais. Ce dernier avait obtenu la seigneurie par le biais de sa femme, Renée, qui était elle-même la fille de Christophe de Goulaines, qui avait épousé l'héritière de la famille Aménard.

### Révolution française
En 1808, le château est démantelé de deux de ses tours afin de créer une ferme voisine où l'on peut encore apercevoir les blasons de la famille Aménard et de la famille Leroux de la Roche des Aubiers. Une seule tour subsiste encore aujourd'hui avec sa cave voûtée. Malheureusement, cette dernière tour est en ruine.
L'église du XIIe siècle est détruite.

### Époque contemporaine
Un projet de regroupement se dessine au milieu des années 2010. Il est entériné par les conseils municipaux en juin 2016 et intervient le 15 décembre 2016, donnant naissance à Brissac Loire Aubance. Luigné devient alors une commune déléguée,.

## Politique et administration

### Administration municipale

#### Administration actuelle
Depuis le 15 décembre 2016 Luigné constitue une commune déléguée au sein de la commune nouvelle de Brissac Loire Aubance et dispose d'un maire délégué.
| Période                                  | Période  | Identité           | Étiquette | Qualité |
| ---------------------------------------- | -------- | ------------------ | --------- | ------- |
| 15 décembre 2016                         | mai 2020 | Jean-Pierre Moreau |           |         |
| mai 2020                                 | en cours | Frédéric Lamoureux |           |         |
| Les données manquantes sont à compléter. |          |                    |           |         |

#### Administration ancienne
| Période                                  | Période       | Identité           | Étiquette | Qualité |
| ---------------------------------------- | ------------- | ------------------ | --------- | ------- |
| mars 1985                                | mars 2001     | René Viaux         |           |         |
| mars 2001                                | mars 2008     | Gérard Tijou       |           |         |
| mars 2008                                | décembre 2016 | Jean-Pierre Moreau |           |         |
| Les données manquantes sont à compléter. |               |                    |           |         |

### Ancienne situation administrative
La commune est membre de la communauté de communes Loire Aubance jusqu'en 2016, elle-même membre du syndicat mixte Pays Loire-Angers. La communauté de communes disparait le 1er janvier 2017 au profit de la nouvelle communauté de communes Loire Layon Aubance. La commune de Brissac Loire Aubance devient membre de cette nouvelle intercommunalité.
Jusqu'en 2014, la commune fait partie du canton des Ponts-de-Cé et de l'arrondissement d'Angers. Dans le cadre de la réforme territoriale, un nouveau découpage territorial pour le département de Maine-et-Loire est défini par le décret du 26 février 2014. La commune reste attachée au canton des Ponts-de-Cé, avec une entrée en vigueur au renouvellement des assemblées départementales de 2015.

## Population et société

### Démographie

#### Évolution démographique
L'évolution du nombre d'habitants est connue à travers les recensements de la population effectués dans la commune depuis 1793. À partir du 1er janvier 2009, les populations légales des communes sont publiées annuellement dans le cadre d'un recensement qui repose désormais sur une collecte d'information annuelle, concernant successivement tous les territoires communaux au cours d'une période de cinq ans. 
Pour les communes de moins de 10 000 habitants, une enquête de recensement portant sur toute la population est réalisée tous les cinq ans, les populations légales des années intermédiaires étant quant à elles estimées par interpolation ou extrapolation. Pour la commune, le premier recensement exhaustif entrant dans le cadre du nouveau dispositif a été réalisé en 2004,.
En 2014, la commune comptait 265 habitants, en évolution de 0 % par rapport à 2009 (Maine-et-Loire : +3,3 %, France hors Mayotte : +2,49 %).
| 1793 | 1800 | 1806 | 1821 | 1831 | 1836 | 1841 | 1846 | 1851 |
| ---- | ---- | ---- | ---- | ---- | ---- | ---- | ---- | ---- |
| 415  | 300  | 396  | 385  | 400  | 426  | 430  | 364  | 357  |

| 1856 | 1861 | 1866 | 1872 | 1876 | 1881 | 1886 | 1891 | 1896 |
| ---- | ---- | ---- | ---- | ---- | ---- | ---- | ---- | ---- |
| 328  | 325  | 315  | 308  | 282  | 253  | 263  | 255  | 249  |

| 1901 | 1906 | 1911 | 1921 | 1926 | 1931 | 1936 | 1946 | 1954 |
| ---- | ---- | ---- | ---- | ---- | ---- | ---- | ---- | ---- |
| 233  | 229  | 235  | 210  | 203  | 203  | 196  | 197  | 199  |

| 1962 | 1968 | 1975 | 1982 | 1990 | 1999 | 2004 | 2009 | 2014 |
| ---- | ---- | ---- | ---- | ---- | ---- | ---- | ---- | ---- |
| 198  | 172  | 165  | 163  | 166  | 179  | 219  | 265  | 265  |

#### Pyramide des âges
La population de la commune est relativement jeune. Le taux de personnes d'un âge supérieur à 60 ans (14,7 %) est en effet inférieur au taux national (21,8 %) et au taux départemental (21,4 %).
Contrairement aux répartitions nationale et départementale, la population masculine de la commune est supérieure à la population féminine (54,3 % contre 48,7 % au niveau national et 48,9 % au niveau départemental).
La répartition de la population de la commune par tranches d'âge est, en 2008, la suivante :
- 54,3 % d’hommes (0 à 14 ans = 27,8 %, 15 à 29 ans = 13,2 %, 30 à 44 ans = 27,1 %, 45 à 59 ans = 16,7 %, plus de 60 ans = 15,3 %) ;
- 45,7 % de femmes (0 à 14 ans = 23,1 %, 15 à 29 ans = 15,7 %, 30 à 44 ans = 28,1 %, 45 à 59 ans = 19 %, plus de 60 ans = 14 %).

| Hommes | Classe d’âge | Femmes |
| ------ | ------------ | ------ |
| 1,4    | 90 ans ou +  | 1,6    |
| 4,3    | 75 à 89 ans  | 5,6    |
| 13,6   | 60 à 74 ans  | 8,0    |
| 12,1   | 45 à 59 ans  | 21,6   |
| 28,6   | 30 à 44 ans  | 26,4   |
| 10,7   | 15 à 29 ans  | 10,4   |
| 29,3   | 0 à 14 ans   | 26,4   |

| Hommes | Classe d’âge | Femmes |
| ------ | ------------ | ------ |
| 0,6    | 90 ans ou +  | 1,6    |
| 6,8    | 75 à 89 ans  | 9,7    |
| 13,8   | 60 à 74 ans  | 14,6   |
| 19,4   | 45 à 59 ans  | 19,0   |
| 19,6   | 30 à 44 ans  | 18,3   |
| 19,0   | 15 à 29 ans  | 18,0   |
| 20,8   | 0 à 14 ans   | 18,9   |

### Cultes

Carte de l'ancienne province d'Anjou

Depuis que saint Avertin a évangélisé le pays (XIIe siècle), Luigné l'a désigné comme son patron. Le territoire de Luigné et Saulgé dépendait jusqu'à la fin du XIIe siècle de la paroisse de Tarençay. C'est en 1186 qu'un chevalier décide d'y fonder une église en demandant l'accord de l'évêque. Ce sera le début de la paroisse de Luigné et la fin de celle de Tarençay. Depuis le temps où Avertin de Tours est passé et a fait jaillir l'eau d'une source miraculeuse, un culte s'y est développé. À la Révolution, l'église, construite au XIIe siècle, est détruite. En 1834, des habitants de Luigné rachètent le terrain où était située l'ancienne église et en reconstruisent une autre. La nouvelle église est revendue à la commune le 10 mars 1844. Elle est connue alors sous le nom de Notre-Dame-de-l'Assomption. La réhabilitation du culte de saint Avertin se fit le 8 mai 1859 accompagnée d'un décret. Dans celui-ci, saint Avertin devient officiellement le patron de Luigné.
Les catholiques de Luigné font partie du diocèse d'Angers et relèvent de la province ecclésiastique de Rennes.
Les églises de Luigné sont l'église Notre-Dame-de-l'Assomption et la chapelle de la Commanderie de Saulgé (style angevin).

## Économie
Sur 21 établissements présents au 31 décembre 2014 sur la commune, 43 % relevaient du secteur de l'agriculture (pour une moyenne de 17 % sur le département), 9 % du secteur de l'industrie, 5 % du secteur de la construction, 33 % de celui du commerce et des services et 9 % du secteur de l'administration et de la santé.

## Culture locale et patrimoine

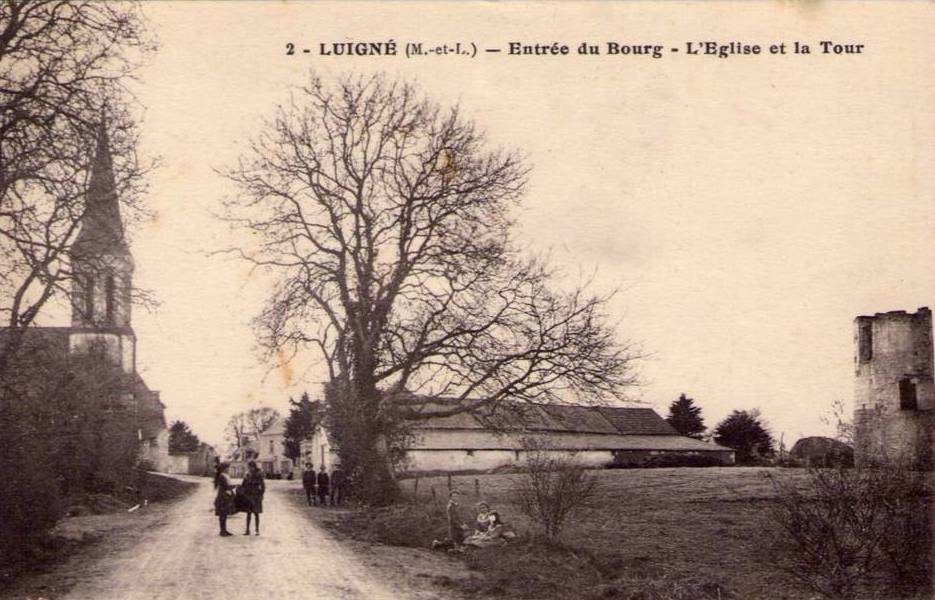
Carte postale de Luigné représentant l'entrée du bourg. On y voit l'église et la tour de l'ancien château féodal.

### Lieux et monuments
- Le château (XIVe siècle) initial était composé de trois tours. Deux d'entre elles ont été démolies en 1808 afin de construire un bâtiment. Aujourd'hui, il ne reste que la dernière tour en ruine et le caveau.
- Cavité dont le départ se situe sous une tour du château de Luigné[23].
- L'église Notre-Dame-de-l'Assomption (XIXe siècle) est d'un aspect classique, vu de l'extérieur, ce lieu de culte a plusieurs particularités. La première est qu'elle ne possède pas de vitraux contrairement à la plupart des églises. La seconde est que les murs sont peints du sol au plafond de signes ésotériques savamment ordonnés comme sur un papier peint. C'est ce qui en fait son originalité. Datée de 1835, l'église abrite une statue de saint Avertin, patron de Luigné, datant de 1632.
- La fontaine Saint Avertin.
- Les marches du crieur public (lieu des informations de jadis à la sortie de la grand-messe).
- La demeure du père d'Anatole France.
- Le pivot d'un moulin cavier, sur la butte du Caquin d'où l'on disait apercevoir 22 clochers.

### Personnalités liées à la commune

#### XIIesiècle
- Saint Avertin (XIIe siècle) était un diacre d'origine écossaise qui vécut dans la région tourangelle au XIIe siècle de notre ère. Il vint à Luigné, dont la paroisse date de 1186. Il est souvent représenté la main droite tenant sa tête.

#### XIXesiècle
- François Noël Thibault, dit Noël France (1805-1890), le père d'Anatole France, est né à Luigné.